# Fulgence Fresnel
Fulgence Fresnel (* 15. April 1795 in Mathieu, Frankreich; † 30. November 1855 in Bagdad) war ein französischer Orientalist und Diplomat. Er war der Bruder des Physikers Augustin Jean Fresnel.
Er studierte zunächst Naturwissenschaften, Literatur und Sprachen und übersetzte einige Werke von Berzelius, Novellen des deutschen Dichters Ludwig Tieck und Fragmente eines chinesischen Romans (Fragments chinois, 1822–23) ins Französische. In Paris studierte er bei Silvestre de Sacy; 1826 erlernte er am Kollegium der Maroniten in Rom die arabische Sprache.
In den 1830er Jahren wurde er zum französischen Konsul in Dschidda ernannt. Hier wurde er zu einem gewandten Sprecher lokaler Dialekte und kam mit Nachfahren des himjaritischen Königreiches in Kontakt. Fresnel gilt als erster Europäer, der alte himjarische Inschriften übersetzt hat.
1851 wurde er zum Leiter einer wissenschaftlichen Expedition nach Mesopotamien ernannt, auf welcher er von dem Assyriologen Jules Oppert begleitet wurde. Als die Expeditionsteilnehmer 1854 nach Europa zurückgerufen wurden, entschloss sich Fresnel an Ort und Stelle zu bleiben. Er starb am 30. November 1855 in Bagdad.

## Ausgewählte Werke
- Hoa-tchou-onan ou le Livre mystérieux, 1822
- Poésies du désert de Schanfara, 1834
- Lettres sur l’histoire des Arabes avant l’islamisme, 1837
- „L’Arabie“, erschienen in Revue des Deux Mondes, Band 17, 1839
- Explications d’inscriptions himyarites, 1838, 1845

| Personendaten    | Personendaten                          |
| ---------------- | -------------------------------------- |
| NAME             | Fresnel, Fulgence                      |
| KURZBESCHREIBUNG | französischer Orientalist und Diplomat |
| GEBURTSDATUM     | 15. April 1795                         |
| GEBURTSORT       | Mathieu, Frankreich                    |
| STERBEDATUM      | 30. November 1855                      |
| STERBEORT        | Bagdad                                 |